# Berlin-Schönefelds flygplats

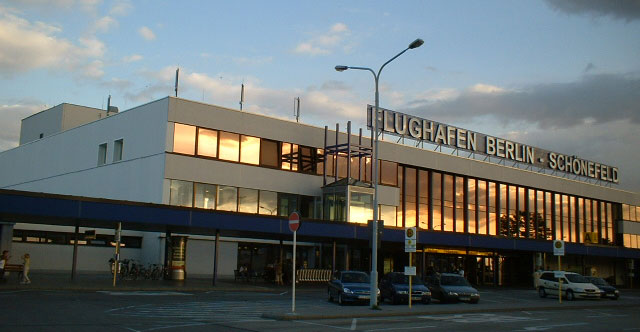
Berlin-Schönefelds flygplats innan den blev en del av Berlin Brandenburgs flygplats

 Berlin-Schönefelds flygplats (tyska: Flughafen Berlin-Schönefeld (fil)) var en internationell flygplats belägen cirka 18 kilometer söder om centrala Berlin. Flygplatsen hade som mest årligen cirka 13 miljoner passagerare som en av Berlins två trafikflygplatser i bruk. I och med den slutliga  driftsättningen av Berlin Brandenburgs flygplats (BER) 31 oktober 2020 integrerades den befintliga ban- och terminalinfrastrukturen i den nya flygplatsen, med den gamla Schönefeldterminalen under den nya beteckningen Terminal 5. I november 2022 bestämdes det att Schönefeld skulle stängas för gott då den aldrig kom att användas efter att nya flygplatsen öppnats.

## Historia
Schönefeld öppnades 1934 som en del i Henschels flygplanstillverkning. 1934–1945 byggde Henschel drygt 14 000 flygplan i sina fabriker på flygfältet. Den 22 april 1945 erövrade sovjetiska trupper Schönefeld och efter att man tillsammans med det sovjetiska flygvapnet flyttat från Johannisthal 1946 inledde Aeroflot flygtrafik från Moskva. Den civila flygtrafiken kom igång på allvar först 1947 i och med att den sovjetiska militäradministrationen i Tyskland godkände konstruktionen av en civil flygplats på platsen.[källa behövs]
1949–1990 var Schönefeld Östtysklands huvudflygplats med bland annat egen järnvägsstation. 1976 invigdes en ny passagerarterminal som än idag är i bruk. Det nationella flygbolaget Interflug hade sin hemmabas här fram till 1991.
Efter Tysklands återförening 1990 inriktade sig Schönefeld på charter- och lågprisflyg, främst med EasyJet och Ryanair. Andra bolag som trafikerade flygplatsen var Eurowings och Norwegian.  
Schönefelds ban- och terminalinfrastruktur kom under 2000-talet att bilda den äldre kärnan i den nya storflygplatsen Berlin Brandenburgs flygplats (BER) men den slutliga driftsättningen av den nya huvudterminalen kom att bli många år försenad. Den 31 oktober 2020 öppnade BER officiellt för trafik och Schönefelds tidigare huvudterminal går sedan dess under beteckningen Terminal 5.